# Distrito de Brno-campo
El distrito de Brno-campo (en checo okres Brno-venkov) es uno de los siete distritos que forman la región de Moravia Meridional, República Checa, con una población estimada a principio del año 2018 de 2 919 903 habitantes. Se encuentra ubicado al sureste del país, al sureste de Praga, cerca de la frontera con Eslovaquia y Austria. Su capital fue la ciudad de Brno, que nunca fue parte de él.

## Geografía
El distrito de Brno-Country rodea la ciudad de Brno por casi todos los lados y, por lo tanto, tiene una forma no estándar y un carácter diverso: montañoso y boscoso en la parte norte y llano y deforestado en la parte sur. El territorio se extiende en seis mesorregiones geomorfológicas: Tierras Altas de Svratka Superior (norte), Tierras Altas de Křižanov (oeste), Valle de Dyje-Svratka (sur), Tierras Altas de Bobrava (suroeste y noreste), Surco de Boskovice (una franja a lo largo de las Tierras Altas de Bobrava que atraviesa el territorio) y Tierras Altas de Drahany (este). El punto más alto del distrito es la colina Sýkoř en Synalov con una elevación de 705 m, el punto más bajo es el embalse Nové Mlýny en Pasohlávky a 169 m. 
De la superficie total del distrito, de 1.499,0 km², las tierras agrícolas ocupan 836,7 km², los bosques 474,8 km² y la superficie acuática 29,9 km². Los bosques cubren el 31,7 % de la superficie del distrito. 
Los ríos más largos son el Svratka, que atraviesa todo el territorio de norte a sur, y el Jihlava, que fluye desde el oeste y se une al Svratka antes del límite sur del distrito. Otros ríos importantes son el Oslava, el Svitava y el Litava. No hay muchas masas de agua. La única excepción es la parte más meridional del territorio con un sistema de estanques y con una parte de los embalses de Nové Mlýny.  
Parte del Paisaje Protegido del Karst de Moravia se extiende en el distrito por el este y es la única zona protegida a gran escala del distrito.

## Localidades (población año 2018)
- Babice nad Svitavou 1 259
- Babice u Rosic 741
- Běleč 195
- Bílovice nad Svitavou 3 697
- Biskoupky 182
- Blažovice 1 221
- Blučina2 229
- Borač 346
- Borovník 98
- Braníškov 192
- Branišovice 590
- Bratčice 686
- Březina 1 027
- Brumov 247
- Bukovice 76
- Čebín 1 826
- Černvír 150
- Česká 1 012
- Chudčice 957
- Čučice 437
- Cvrčovice 645
- Deblín 1 043
- Dolní Kounice 2 441
- Dolní Loučky 1 260
- Domašov 644
- Doubravník 846
- Drahonín 120
- Drásov 1 780
- Hajany 477
- Heroltice 213
- Hlína 289
- Hluboké Dvory 82
- Holasice 1 161
- Horní Loučky 303
- Hostěnice 771
- Hradčany 645
- Hrušovany u Brna 3 534
- Hvozdec 316
- Ivaň 723
- Ivančice 9 697
- Javůrek 308
- Jinačovice 744
- Jiříkovice 910
- Kaly275
- Kanice 955
- Katov 247
- Ketkovice 598
- Kobylnice 1 112
- Kovalovice 646
- Kratochvilka 460
- Křižínkov 211
- Kupařovice 302
- Kuřim 10 981
- Kuřimská Nová Ves 122
- Kuřimské Jestřabí 169
- Lažánky 720
- Ledce 216
- Lelekovice 1 852
- Lesní Hluboké 265
- Litostrov127
- Loděnice 530
- Lomnice 1 414
- Lomnička 529
- Lubné 46
- Lukovany 617
- Malešovice 661
- Malhostovice 964
- Maršov 519
- Medlov 830
- Mělčany501
- Měnín 1 874
- Modřice 5 246
- Mokrá-Horákov 2 760
- Moravany 2 937
- Moravské Bránice 1 003
- Moravské Knínice 958
- Moutnice 1 170
- Nebovidy 762
- Nedvědice 1 336
- Nelepeč-Žernůvka 94
- Němčičky 314
- Neslovice 903
- Nesvačilka 322
- Níhov 229
- Nosislav 1 386
- Nová Ves 790
- Nové Bránice 729
- Ochoz u Brna 1 398
- Ochoz u Tišnova 112
- Odrovice 227
- Olší 324
- Omice 792
- Opatovice 1 124
- Ořechov 2 733
- Osiky 123
- Oslavany 4 701
- Ostopovice1 667
- Ostrovačice 703
- Otmarov 349
- Pasohlávky 729
- Pernštejnské Jestřabí 179
- Podolí 1 444
- Pohořelice 4 961
- Ponětovice 413
- Popovice 357
- Popůvky 1 565
- Pozořice 2 248
- Prace 965
- Pravlov 589
- Předklášteří 1 440
- Přibice1 009
- Příbram na Moravě 647
- Přibyslavice 512
- Přísnotice 876
- Prštice 955
- Radostice 768
- Rajhrad 3 833
- Rajhradice 1 463
- Rašov 228
- Rebešovice 970
- Říčany 2 044
- Říčky 361
- Řícmanice 811
- Řikonín 40
- Rohozec230
- Rojetín 74
- Rosice 6 144
- Rozdrojovice 1 011
- Rudka 385
- Senorady 393
- Sentice 621
- Šerkovice 306
- Silůvky 845
- Sivice 1 081
- Skalička 157
- Skryje 60
- Šlapanice 7 486
- Sobotovice 577
- Sokolnice 2 357
- Stanoviště 396
- Štěpánovice 513
- Střelice 2 979
- Strhaře 121
- Šumice 260
- Svatoslav 446
- Synalov 114
- Syrovice 1 738
- Telnice 1 584
- Těšany 1 230
- Tetčice 1 187
- Tišnov 9 214
- Tišnovská Nová Ves 91
- Trboušany 382
- Troskotovice 662
- Troubsko 2 292
- Tvarožná 1 317
- Újezd u Brna 3 302
- Újezd u Rosic 277
- Újezd u Tišnova 129
- Unín 242
- Unkovice 747
- Úsuší 133
- Velatice 743
- Veverská Bítýška 3 198
- Veverské Knínice 948
- Viničné Šumice 1 343
- Vlasatice 851
- Vohančice196
- Vojkovice 1 158
- Vranov 776
- Vranovice 2 363
- Vratislávka 100
- Všechovice 264
- Vysoké Popovice 710
- Žabčice 1 633
- Zakřany 765
- Zálesná Zhoř 62
- Zastávka2 539
- Žatčany 879
- Zbraslav 1 259
- Zbýšov 3 786
- Žďárec 369
- Želešice 1 750
- Železné 473
- Zhoř 73
- Židlochovice 3 796